# 무함마드 하비브 샤키르
무함마드 하비브 샤키르, (Mohammed Habib Shakir, 1866년 - 1939년)(아랍어: محمد حبيب شاكر)는 이집트 출신의 재판관이자 번역가였다. 카이로 출신으로 아즈하르 대학교 출신이다.

## 이름
본명은 쉐크 무함마드 샤키르 아메드이며 1866년 카이로에서 태어났다. 아즈하르 대학에서 공부했으며 졸업했다. 1939년 카이로에서 죽었다.
그의 아들인 쉐크 아메드 무함마드 샤키르는 아버지의 자서전을 써서 발표했다.

## 직분
- 수단 대법원 재판관
- 알렉산드리아 학자 대표 학장
- 아즈하르 대학교 총장

## 번역과 논란
그는 꾸란 번역가로서 그의 번역본이 인터넷 상으로는 상당히 많이 인용되고 있다. 널리 알려진 꾸란 해설가로서 여러 출판사에 의해 보급됐다. 그러나 두 이유에 의해 그의 번역이 논란 대상이 되고 있다.
1. 하비브가 꾸란 번역에 상당히 적대적이었다는 주장이 첫 번째로 그는 꾸란을 다른 언어로 바꾼다는 것 자체가 비합법적이라고 생각했다.[3].
2. 번역가로서 하비브 자신이 직접 발표한 것으로 보이나 실제로는 그의 아들이 필명으로 발표했을 가능성이 있다.